# Tour de Corrèze
Le Tour de Corrèze est une course cycliste française disputée en Corrèze créée en 1922. D'abord disputé sous forme de course en ligne, c'est devenu une course par étapes en 1961. Il n'a plus été disputé que par des coureurs amateurs et indépendants à partir de 1962. 
En 2022, la course devait faire son retour sous la forme d'une course d'un jour. Elle figure au calendrier de l'UCI Europe Tour en catégorie 1.1. Finalement la course n'aura pas lieu.

## Palmarès
| Année     | Vainqueur             | Deuxième              | Troisième                |
| --------- | --------------------- | --------------------- | ------------------------ |
| 1922      | Samuel Tequi          | Alexandre Chauvière   | Henri Gauban             |
| 1923      | Victor Fontan         | Joseph Massal         | Arthur Wezemael          |
| 1924      | Samuel Tequi          | Joseph Maurel         | Louis Verrières          |
| 1925      | Paul Fontanel         | Joseph Maurel         | Luigi Vertemati          |
| 1926      | Paul Fontanel         | Jean Thévenet         | Onésime Boucheron        |
| 1927      | Raphaël Calmette      | Marcel Maurel         | Jean Roturier            |
| 1928      | Lucien Deloffre       | Roger Parioleau       | Jean Mouveroux           |
| 1929      | Pierre Magne          | Antonin Magne         | Charles Fleury           |
| 1930      | Victor Fontan         | Raphaël Calmette      | Antoine Redon            |
| 1931      | Albert Gabard         | Robert Brugère        | Marcel Gobillot          |
| 1932      | Félicien Vervaecke    | Albert Gabard         | André Dumont             |
| 1933      | Louis Hardiquest      | Alfons Deloor         | Gabriel Hargues          |
| 1934      | Benoît Faure          | André Dumont          | Adrien Buttafocchi       |
| 1935      | Alfons Ghesquière     | Michel Buyck          | Jean-Baptiste Intcegaray |
| 1936      | Henri Bergerioux      | André Dumont          | Hans Wrzeciono           |
| 1937      | non organisé          | non organisé          | non organisé             |
| 1938      | Henri Bergerioux      | Albert van Schendel   | Emiliano Álvarez         |
| 1939      | Robert Oubron         | Amédée Rolland        | Gabriel Dubois           |
| 1940      | non organisé          | non organisé          | non organisé             |
| 1941      | Alphonse Antoine      | Antoine Giauna        | Giuseppe Martino         |
| 1942-1944 | non organisé          | non organisé          | non organisé             |
| 1945      | Gaston Grimbert       | Joseph Cassagne       | Georges Meunier          |
| 1946      | Giuseppe Tacca        | Eugenio Galliussi     | Louis Otto               |
| 1947      | Alfred Macorig        | Léon Paolini          | Raoul Pouget             |
| 1948      | Lucien Lauk           | Robert Chapatte       | Raymond Guégan           |
| 1949      | Raphaël Géminiani     | Pierre Cogan          | Édouard Pamboukdjian     |
| 1950      | Paul Pineau           | Tino Sabbadini        | Fermo Camellini          |
| 1951      | Marcel Buysse         | Hervé Prouzet         | Lucien Lauk              |
| 1952      | Dominique Forlini     | Georges Meunier       | Armand Darnauguilhem     |
| 1953      | Yves Cohen            | Jacques Renaud        | André Dupré              |
| 1954      | Louis Bergaud         | Georges Gay           | Yves Cohen               |
| 1955      | Valentin Huot         | Pierre Ruby           | André Bernard            |
| 1956      | Pierre Nardi          | Pierre Beuffeuil      | Marcel Fernandez         |
| 1957      | André Dupré           | Pierre Pardoën        | Tino Sabbadini           |
| 1958      | Albert Dolhats        | Robert Desbats        | Élie Rascagnères         |
| 1959      | Gilbert Salvador      | Daniel Walryck        | André Cousinié           |
| 1960      | Élie Rascagnères      | Orphée Meneghini      | Raymond Batan            |
| 1961      | Pierre Ruby           | Jean Zolnowski        | Louis Bergaud            |
| 1962      | Henri Rabaute         | Robert Gibanel        | Jean Prat                |
| 1963      | Claude Vallée         | Jean Prat             | Hermann Schmidiger       |
| 1964      | Jean Prat             | Jacques Champion      | João Roque (pt)          |
| 1965      | Francis Ducreux       | Albert Peter          | Raymond Elena            |
| 1966      | Claude Perrotin       | Daniel Samy           | Michel Leblanc           |
| 1967      | Paul Gutty            | Michel Bidart         | Claude Perrotin          |
| 1968-1980 | pas de course         | pas de course         | pas de course            |
| 1981      | Bernard Pineau        |                       | Francis Duteil           |
| 1982      | Dominique Delort      |                       |                          |
| 1983      | Dominique Delort      |                       |                          |
| 1984      | Loïc Le Flohic        | Jean-Claude Laskowski | Daniel Ceulemans         |
| 1985      | Patrick Jérémie       | Luc Leblanc           | Yves Bonnamour           |
| 1986      | Luc Leblanc           |                       |                          |
| 1987      | Christian Levavasseur | Pascal Peyramaure     |                          |
| 1988      | Denis Jusseau         |                       |                          |
| 1989      | Alain Cessat          | Christophe Deluche    | Michel Commergnat        |
| 1990      | Jean-Philippe Dojwa   |                       | Hans Kindberg            |
| 1991      | Jérémy Lamy           |                       |                          |
| 1992      | Thierry Ferrer        |                       |                          |
| 1993      | Jean-Luc Masdupuy     | Gilles Bouvard        | Denis Leproux            |
| 1994      | Philippe Mauduit      |                       |                          |
| 1995      | Philippe Bordenave    | Pierrick Gillereau    | Roger                    |
| 1996      | David Millar          | Anthony Langella      | Philippe Mauduit         |
| 1997      | Benoît Luminet        | Carlo Meneghetti      | Stéphane Boury           |
| 1998      | Olivier Trastour      | Alain Saillour        | Pascal Peyramaure        |
| 1999      | Noan Lelarge          | Pascal Pofilet        | Alexandre Botcharov      |
| 2000      | Franck Champeymont    | Gérald Marot          | Hugues Ané               |
| 2001      | Joona Laukka          | Stéphane Auroux       | Denis Leproux            |
| 2002      | Denis Leproux         | Guillaume Judas       | Olivier Martinez         |
| 2003      | Alain Saillour        | Maxime Armataffet     | Maxim Gourov             |
| 2004      | Simon Gerrans         | Samuel Le Gallais     | Jérôme Chevallier        |
| 2005      | Allan Oras            | David Pagnier         | Franck Brucci            |
| 2006      | Guillaume Lejeune     | Jérôme Coppel         | Freddy Ravaleu           |
| 2007      | Jérôme Chevallier     | Nicolas Inaudi        | Evgueni Sokolov          |